# 다케시마섬 (구마모토현)
다케시마섬(일본어: 竹島, たけしま)은 구마모토현 아마쿠사시에 있는 섬이다. 주민 약 22명이 살고 있었지만, 1974년 이후로 모든 주민이 떠나 무인도가 되었다.